# خيسوس كابريرا
خيسوس كابريرا (بالإسبانية: Jesús Cabrera)‏ هو سباح إسباني، ولد في 6 ديسمبر 1945 في لاس بالماس دي غران كناريا في إسبانيا.

## وصلات خارجية
- خيسوس كابريرا على موقع الاتحاد الدولي للسباحة (الإنجليزية)
- خيسوس كابريرا على موقع اللجنة الأولمبية الدولية (الإنجليزية)
- خيسوس كابريرا على موقع أوليمبيديا (الإنجليزية)